# حزب المؤتمر الشعبي
المؤتمر الشعبي هو حزب سياسي إسلامي في السودان. أسسه حسن الترابي عام 1999م.
الحزب منشق من حزب المؤتمر الوطني، بقيادة المشير عمر البشير؛ الذي أُسقط في أبريل 2019 بعد الاحتجاجات السودانية 2018-19، التي بدأت في ديسمبر 2018 ويعد الترابى من المعارضين لنظام عمر البشير. رغم انه هو من اسسه وكان بمثابة الاب الروحى له.
فيما ينسب النظام ازمة دارفور المشتعلة حاليا لهذا الحزب وكوادره، لكون الدكتور خليل إبراهيم قائد حركة العدل والمساواة من ابرز تلاميذ الترابى.
وهو ما ينفيه المؤتمر الشعبي تماما وتروجه الحكومة ضده وهو يسعى لبسط الشورى والحرية في الحكم والتوزيع العادل في السلطة والثروة بصورة لا مركزية.
كان لدى الحزب صحيفة يومية باسم رأي الشعب حيث كانت تغطي أخبار الحزب بشكل رئيسي بالإضافة إلى الأخبار المحلية والعالمية الأخرى إلى أن تم إغلاقها بواسطة جهاز الأمن والمخابرات الوطني عام 2012 ومصادرة جميع ممتلكات الصحيفة.